# Jobson
Jobson Souza Santos (São Paulo, Brasil, 13 de septiembre de 1995), conocido solo como Jobson, es un futbolista brasileño. Juega de centrocampista y su equipo actual es el Al-Jabalainde la Liga Príncipe Mohammad bin Salman.

## Trayectoria

### Palmeiras
Nacido en São Paulo, Jobson terminó su carrera como juvenil en el Palmeiras. Fue promovido al primer equipo en el 2015 y debutó en la Serie A el 29 de noviembre de 2015, como suplente en la victoria por 2-0 contra el Coritiba.
El 2 de marzo de 2016 fue enviado a préstamo al Santo André para el Campeonato Paulista Série A2. Luego de pasar una cesión en el Nacional de São Paulo, dejó el club en medio de la temporada 2017.

### Náutico
El 30 de mayo de 2017, Jobson llegó a un acuerdo para jugar en el Náutico.
El 9 de mayo de 2018 anotó el gol de la victoria en la final del Campeonato Pernambucano contra Central.

### Red Bull Brasil
El 10 de septiembre de 2018, Jobson fue enviado a préstamo al Red Bull Brasil para la Copa Paulista. El 10 de diciembre fichó permanentemente con el club.
Su actuación con el equipo en el Campeonato Paulista 2019 llamó la atención de los clubes de la Serie A.

### Santos
El 16 de abril de 2019, Jobson fichó por el Santos de la Serie A por cinco años. Debutó con el club el 17 de octubre, como titular en la victoria por 2-1 contra el Ceará.

## Estadísticas
Actualizado al último partido disputado el 16 de agosto de 2020.
| Club | Div.          | Temporada     | Liga  | Liga  | Estatal | Estatal | Copas nacionales(1) | Copas nacionales(1) | Copas internacionales(2) | Copas internacionales(2) | Otras(3) | Otras(3) | Total | Total |
| Club | Div.          | Temporada     | Part. | Goles | Part.   | Goles   | Part.               | Goles               | Part.                    | Goles                    | Part.    | Goles    | Part. | Goles |
| --- | ------------- | ------------- | ----- | ----- | ------- | ------- | ------------------- | ------------------- | ------------------------ | ------------------------ | -------- | -------- | ----- | ----- |
| Palmeiras · Brasil | 1.ª           | 2015          | 1     | 0     | -       | -       | -                   | -                   | -                        | -                        | -        | -        | 1     | 0     |
| Palmeiras · Brasil | Total club    | Total club    | 1     | 0     | 0       | 0       | 0                   | 0                   | 0                        | 0                        | 0        | 0        | 1     | 0     |
| Santo André · Brasil | 2.ª (Est.)    | 2016          | -     | -     | 2       | 0       | -                   | -                   | -                        | -                        | -        | -        | 2     | 0     |
| Santo André · Brasil | Total club    | Total club    | 0     | 0     | 2       | 0       | 0                   | 0                   | 0                        | 0                        | 0        | 0        | 2     | 0     |
| Nacional-SP · Brasil | 3.ª (Est.)    | 2016          | -     | -     | 0       | 0       | -                   | -                   | -                        | -                        | 13       | 0        | 13    | 0     |
| Nacional-SP · Brasil | 3.ª (Est.)    | 2017          | -     | -     | 19      | 2       | -                   | -                   | -                        | -                        | -        | -        | 19    | 2     |
| Nacional-SP · Brasil | Total club    | Total club    | 0     | 0     | 19      | 2       | 0                   | 0                   | 0                        | 0                        | 13       | 0        | 32    | 2     |
| Náutico · Brasil | 2.ª           | 2017          | 10    | 0     | -       | -       | -                   | -                   | -                        | -                        | -        | -        | 10    | 0     |
| Náutico · Brasil | 3.ª           | 2018          | 13    | 1     | 4       | 1       | 2                   | 0                   | -                        | -                        | 5        | 1        | 24    | 3     |
| Náutico · Brasil | Total club    | Total club    | 23    | 1     | 4       | 1       | 2                   | 0                   | 0                        | 0                        | 5        | 1        | 34    | 3     |
| Red Bull Brasil · Brasil | Est.          | 2018          | -     | -     | 0       | 0       | -                   | -                   | -                        | -                        | 5        | 0        | 5     | 0     |
| Red Bull Brasil · Brasil | Est.          | 2019          | -     | -     | 11      | 2       | -                   | -                   | -                        | -                        | -        | -        | 11    | 2     |
| Red Bull Brasil · Brasil | Total club    | Total club    | 0     | 0     | 11      | 2       | 0                   | 0                   | 0                        | 0                        | 0        | 0        | 16    | 2     |
| Santos · Brasil | 1.ª           | 2019          | 4     | 0     | -       | -       | 0                   | 0                   | -                        | -                        | -        | -        | 4     | 0     |
| Santos · Brasil | 1.ª           | 2020          | 2     | 0     | 8       | 0       | 0                   | 0                   | 2                        | 1                        | -        | -        | 12    | 1     |
| Santos · Brasil | Total club    | Total club    | 6     | 0     | 8       | 0       | 0                   | 0                   | 2                        | 1                        | 0        | 0        | 16    | 1     |
| Total carrera | Total carrera | Total carrera | 29    | 1     | 44      | 5       | 2                   | 0                   | 2                        | 1                        | 23       | 1        | 100   | 8     |
| (1) Incluye datos de la Copa de Brasil (2) Incluye datos de la Copa Libertadores (3) Incluye datos de la Copa Paulista y la Copa do Nordeste |               |               |       |       |         |         |                     |                     |                          |                          |          |          |       |       |

## Palmarés

### Títulos estatales
| Título                       | Club        | Estado     | Año  |
| ---------------------------- | ----------- | ---------- | ---- |
| Campeonato Paulista Série A2 | Santo André | São Paulo  | 2016 |
| Campeonato Paulista Série A3 | Nacional-SP | São Paulo  | 2017 |
| Campeonato Pernambucano      | Náutico     | Pernambuco | 2018 |
| Campeonato Pernambucano      | Náutico     | Pernambuco | 2022 |

### Títulos nacionales
| Título         | Club      | País   | Año  |
| -------------- | --------- | ------ | ---- |
| Copa de Brasil | Palmeiras | Brasil | 2015 |